# Kožmani
Kožmani é uma vila localizada no município de Ajdovščina na Eslovênia. Possuía uma população estimada de 112 habitantes em 2020.